# 東伊勢崎駅
東伊勢崎駅（ひがしいせさきえき）は、群馬県伊勢崎市豊城町にあった日本国有鉄道両毛線の駅（廃駅）である。

## 歴史
- 1954年（昭和29年）3月15日：開業[1]。
- 1966年（昭和41年）12月20日：休止[1]（この時施設は撤去されている）。
- 1987年（昭和62年）4月1日：廃止[1]。

## 駅構造
単式ホーム1面1線の地上駅。

## 駅周辺
- 伊勢崎市立殖蓮中学校
- 伊勢崎市立殖蓮小学校

## 隣の駅
日本国有鉄道
両毛線
伊勢崎駅 - 東伊勢崎駅 - 国定駅